# Glenea chrysomaculata
Glenea chrysomaculata es una especie de escarabajo del género Glenea, familia Cerambycidae. Fue descrita científicamente por Schwarzer en 1925.
Habita en Taiwán. Esta especie mide 8-11 mm.